# 泰國低線鱲
泰國低線鱲（学名：Barilius huahinensis）为輻鰭魚綱鯉形目鲤科低線鱲屬的一個種，該物種於1934年由Henry Weed Fowler描述，主要分布於亞洲馬來半島，棲息在中底層水域。

## 扩展阅读
維基物種上的相關：泰國低線鱲